# Hélio Vígio
Hélio Vígio (Rio de Janeiro, 20 de maio de 1934 - Rio de Janeiro, 15 de dezembro de 2016) foi um lutador e árbitro de jiu-jitsu e vale-tudo, e delegado de polícia. Como policial participou da persguição de traficantes de drogas e outros criminosos do Rio de Janeiro, tendo também enfrentado acusações de corrupção. um dos principais expoentes da Academia Gracie nos anos 1940 e 50 e um dos poucos lutadores a receber a faixa vermelha, graduação mais alta do jiu-jítsu brasileiro. Como árbitro, ele ficou famoso mundialmente por arbitrar, ao lado de João Alberto Barreto, as lutas do primeiro UFC, em 1993. antes disso, ele já havia arbitrado o desafio Jiu-Jitsu vs Martial Arts, ocorrido no Maracanãzinho, em 1984, onde, de maneira cretina e mal intencionada, enxugou o rosto com uma toalha jogada em um dos combates. Esse caso ocorreu durante o combate entre Flávio Molina e Marcelo Behring.